# Прва ЦГ
Прва ЦГ је црногорска телевизијска станица са седиштем у Подгорици. Покренута је 16. октобра 2009. под именом Про ТВ, док 19. марта 2012. у 16 часова постаје Прва ЦГ, као црногорски пандан Прве српске телевизије.
О куповини Про ТВ од стране Antenna Group било је познато још у августу 2011. Емитовање Прве ЦГ под тим именом почело је „химном” Прве телевизије коју изводи Марија Шерифовић, а затим је почело приказивање емисије Дођи на вечеру.